# TV Bühl

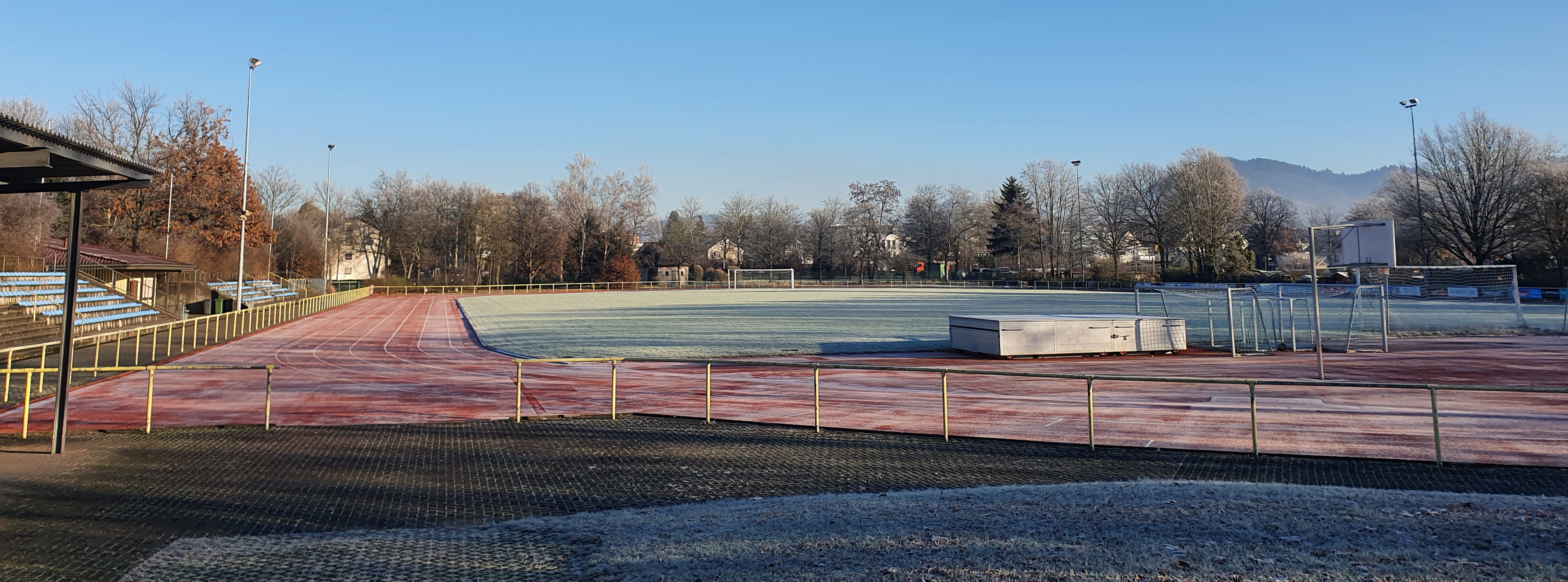
Ludwig-Jahn-Stadion des TV Bühl (2021)

Der Turnverein Bühl 1847 e. V. ist ein Mehrspartensportverein in der badischen Stadt Bühl mit über 2000 Mitgliedern, der im Gesundheits-, Breiten- und Leistungssport aktiv ist. Der Verein gründete sich nach Aufhebung der Turnsperre wie viele weitere Vereine in den 1840er-Jahren. Anfang des 20. Jahrhunderts schlossen sich Leichtathleten und Schwimmer den Turnern an. Die Volleyballmännermannschaft spielte von 2009 bis 2021 in der ersten Bundesliga. Seit 2002 ist die Schwimmabteilung ein Stützpunkt des Badischen Schwimm-Verbands und wurde 2017 mit dem SchwimmGut-Zertifikat ausgezeichnet.
Das erste vom Verein organisierte nationale Ereignis waren 1975 die deutschen Mannschaftsmeisterschaften der Schüler- und Jugendturner. Seit 1993 findet das internationale Schwimm- und seit 1997 das internationale Hochsprung-Meeting im vereinseigenen Ludwig-Jahn-Stadion statt. Der Verein richtete 2014 den National Team Cup der Geräteturner und 2019 die Deutschen Senioren-Turnmeisterschaften aus. Zwei Wochen vorher, am 4. und 5. Mai 2019, wurde die deutsche Meisterschaft der männlichen U20 im Volleyball ausgerichtet, die das heimische Team gewann.

## Geschichte
Der Verein gründete sich als Zeichen der freiheitlichen Ideale wie viele weitere Turnvereine in den 1840er-Jahren. Das exakte Gründungsdatum und die Begleitumstände konnten nicht ermittelt werden. Während der Reaktionsära ruhte der Turnbetrieb. Nach der Osterproklamation von Großherzog Friedrich am 7. April 1860 wurde das Vereinsleben wieder aufgenommen. Dem Oberrheinischen Turnerbund wurde die Wiedergründung in Bühl im Jahr 1862 angezeigt. 1870/71 fand kein Turnbetrieb statt, da viele Turner am Deutsch-Französischen Krieg teilnahmen. 1875 wurde das erste Gauturnfest ausgerichtet – in jeweils fünfjährigem Abstand gab es drei weitere. Bis 1887 war der Verein bis zu seiner Auflösung im Oosgau, danach gaulos und ab 1896 im Ortenauer Turngau organisiert. 1911 wurde neben Faustball eine Frauenturngruppe ins Leben gerufen, die nach kirchlicher Intervention aufgelöst wurde. Nach dem Ersten Weltkrieg wurde die Frauenturngruppe zugelassen (1922) und Leichtathletik aufgenommen. 1923 wurde ein Sportgelände mit Vereinshaus errichtet und 1925 eingeweiht. Ab 1931 durften die Turner nur noch eingeschränkt durch die nationalsozialistischen Jugendorganisationen üben. 1936 löste sich die Deutsche Turnerschaft auf. Nach dem Ende des Zweiten Weltkriegs ließ die französische Besatzungsmacht nur den Allgemeinen Sportverein (ASV) zu. Mit der Aufhebung des Gründungsverbotes für Turnvereine im September 1949 in der französischen Besatzungszone war ein Neustart möglich. Im neuen Landesturnverband gehörte der Verein dem Mittelbaden-Murgtal-Gau an.
Die Abteilungen Tischtennis (1957), Schwimmen (1963), Volleyball (1977), Basketball (2003), Baseball (2014) und Breitensport schlossen sich in den Folgejahren den Turnern an. Die Faustballer beendeten ihre Aktivitäten.
Mitte der 1970er-Jahre wurde mit den deutschen Mannschaftsmeisterschaften der Schüler- und Jugendturner die erste überregionale Veranstaltung durchgeführt. Außenwettkämpfe mit internationaler Beteiligung finden seit den 1990er-Jahren im Schwimmen und in der Leichtathletik statt. Mit Fertigstellung der Neuen Sporthalle im Frühjahr 2012 konnten bedeutende Veranstaltungen im Hallensport wie im Volleyball und Gerätturnen durchgeführt werden.
Das vereinseigene Ludwig-Jahn-Stadion wurde 1955 im Rahmen des 7. Gauturnfestes eingeweiht, 1984 um ein Funktionsgebäude erweitert und 1990 renoviert.
Im Rahmen der Städtepartnerschaft Bühl – Schkeuditz gibt es seit 1991 gegenseitige Besuche und gemeinsame Unternehmungen mit der TSG Schkeuditz.
Die aktuelle Satzung stammt vom 8. Mai 2014.

## Mitgliederzahlen und Organisation

Mitgliederentwicklung des TV Bühl

Der Verein ist mit über 2000 Mitgliedern der größte Sportverein in Bühl. Organe des Vereins sind die Mitgliederhauptversammlung, der Gesamtausschuss und der Vorstand. Dieser wird gebildet durch den Präsidenten, den Vorstandsvorsitzenden, vier stellvertretende Vorsitzende und mindestens drei, höchstens sechs, weitere Vorstandsmitglieder.

## Wettkampfsport

### Mannschaftssport

#### Baseball
Die Bühl Blackwoods wurden im Jahre 2014 vom Bühler Manuel Moretti gegründet, nachdem er seinen vorherigen Verein, die Karlsruhe Cougars, verlassen hatte. 2016 begann der Ligabetrieb in der Bezirksliga des BWBSV.
In der Saison 2021/22 startet die Mannschaft in der Herrenliga 3.

#### Volleyball
Ende der 1960er-Jahre war Volleyball in Bühl eine Freizeitaktivität, die auch im Schulsport des Windeck-Gymnasiums ausgeübt wurde. Anfangs wurden die Volleyball-Aktivitäten unter dem Dach des Skiclubs Bühl gebündelt. Ab 1969 beteiligten sich Bühler Mannschaften an der offiziellen Runde des Südbadischen Volleyball-Verbandes. Wegen der geringeren Fahrstrecken zu den Auswärtspartien erfolgte der Übertritt nach Nordbaden. Im Jahr 1977 traten alle Aktiven, die Volleyball leistungsorientiert spielen wollten, dem TV Bühl bei. Die Einführung eines Jugendkonzepts führte 1992 zur Qualifikation für die Deutsche A-Jugend-Meisterschaft. 1993 konnte beim Bundesfinale in Berlin im Wettbewerb Jugend trainiert für Olympia das Windeck-Gymnasium den Sieg erringen. 2001 gelang ein dritter Platz bei der Deutschen Meisterschaft der D-Jugend männlich, ein Jahr später folgte in dieser Altersklasse der Titel. 2007 wurde die U21 hinter dem TV Hörde deutscher Vizemeister und 2008 Dritter. Aus dieser Jugendmannschaft gingen die späteren Jugendnationalspieler Jonas Hemlein, Valters Lagzdins und Simon Quenzer hervor.
Der TV Bühl startete in der Spielzeit 2006/07 unter Trainer Diego Ronconi erstmals in der 2. Bundesliga Süd. In der Saison 2007/08 erreichte die Mannschaft den vierten Platz und ein Jahr später gelang ihr als Tabellenerster der Zweiten Liga Süd unter Trainer Mathias Eichinger der Aufstieg in die erste Bundesliga. In ihrer ersten Erstliga-Saison kamen die Bühler 2009/10 ins Playoff-Viertelfinale, das sie gegen Generali Haching verloren. In der Saison 2011/12 steigerten sich die Bühler unter Trainer Ruben Wolochin in beiden Wettbewerben. Im DVV-Pokal kamen sie bis ins Halbfinale gegen Haching und in der Bundesliga erreichten sie den fünften Platz der Hauptrunde, bevor sie im Playoff-Viertelfinale gegen Moers ausschieden. Im DVV-Pokal 2012/13 unterlagen sie im Viertelfinale beim TV Rottenburg. Als Tabellenvierter der Bundesliga-Hauptrunde gelangten sie mit Siegen gegen Moers erstmals ins Playoff-Halbfinale, das sie gegen den späteren Meister Berlin Recycling Volleys verloren. Durch diesen Erfolg qualifizierte sich der Verein erstmals für einen europäischen Wettbewerb und nahm am CEV-Pokal 2013/14 teil. Nach dem Erfolg in der ersten Runde gegen Landstede Zwolle setzten sich die Süddeutschen im Achtelfinale gegen Bre Banca Lanutti Cuneo und im Viertelfinale gegen PAOK Thessaloniki durch. In der Challenge Round mussten sie sich dem vorherigen Champions-League-Teilnehmer Paris Volley geschlagen geben. Im nationalen Pokalwettbewerb erreichten die Bühler mit Siegen gegen Leipzig und Dresden das Halbfinale, das gegen den VfB Friedrichshafen verloren ging. In der Bundesliga wurden sie erneut Vierter der Hauptrunde und schieden nach dem Viertelfinal-Erfolg gegen evivo Düren im Halbfinale gegen Berlin aus. In der Saison 2014/15 traten die Bühler erneut im CEV-Pokal an. In der ersten Runde gewannen sie gegen Bigbank Tartu, bevor sie im Achtelfinale gegen Spacer’s Toulouse ausschieden. Der Wettbewerb im DVV-Pokal endete für sie wieder im Halbfinale gegen Friedrichshafen. Im Playoff-Viertelfinale schied Bühl als Tabellenfünfter im Viertelfinale gegen den Aufsteiger SVG Lüneburg aus. Im DVV-Pokal 2015/16 erreichten die Bühler ihren bis dahin größten Erfolg, als sie mit Siegen über Coburg, Rottenburg und Lüneburg ins Finale kamen. In der SAP Arena in Mannheim unterlagen sie den Berlin Recycling Volleys. In der Bundesliga verloren sie als Tabellensechster das Playoff-Viertelfinale gegen die United Volleys Rhein-Main. Anschließend drohte den Volleyballern die Insolvenz, die jedoch abgewendet wurde. In der folgenden Saison 2016/17 schieden sie im Pokal-Viertelfinale gegen Friedrichshafen aus. Als Tabellensiebter der Bundesliga-Hauptrunde unterlagen sie im Playoff-Viertelfinale gegen Berlin.

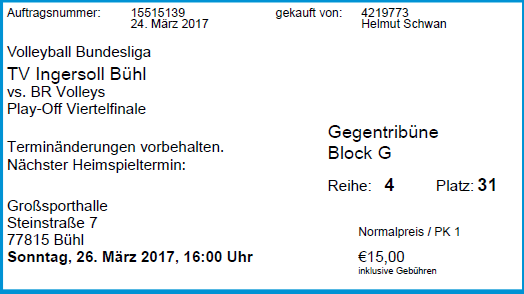
Eintrittskarte zum Playoff-Viertelfinale am 26. März 2017 gegen Berlin Recycling Volleys

 2017/18 besiegte die erstmals unter dem Namen „Volleyball Bisons Bühl“ angetretene Mannschaft im DVV-Pokal Giesen, die Netzhoppers KW und Herrsching und erreichte so zum zweiten Mal das Finale in Mannheim, das sie gegen Friedrichshafen verlor. Gegen denselben Gegner musste sie sich im Playoff-Viertelfinale geschlagen geben, nachdem sie nicht über den achten Tabellenplatz der Hauptrunde hinausgekommen war. Der DVV-Pokal 2018/19 endete für Bühl bereits im Achtelfinale gegen die Netzhoppers und in der Bundesliga gab es das gleiche Ergebnis wie im Vorjahr. Anfang 2019 verpflichtete der Volleyball-Bundesligist den ehemaligen U20-Bundestrainer Johan Verstappen als neuen Cheftrainer und Nachfolger des Argentiniers Ruben Wolochin, der mit Ende der laufenden Spielzeit vertragsgemäß ausschied. In der Saison 2019/20 mussten sich die Bühler im Pokal-Viertelfinale gegen Herrsching geschlagen geben. Als die Liga kurz vor Ende der Hauptrunde wegen der COVID-19-Pandemie in Deutschland abgebrochen wurde, standen sie auf dem elften und damit vorletzten Tabellenplatz. Im DVV-Pokal 2020/21 schied die Mannschaft nach einem Freilos fürs Achtelfinale im Viertelfinale gegen Frankfurt aus. In der Bundesliga gelang ihr unter anderem während der Hauptrunde ein Sieg gegen Berlin und im Playoff-Viertelfinale gewann sie das erste Spiel gegen Friedrichshafen, bevor sich der Favorit durchsetzte. Wenige Wochen später verkündeten die Volleyball Bisons Bühl ihren Rückzug aus der ersten Liga, nachdem sie wegen der Auswirkungen der Pandemie kein ausreichendes Budget für eine weitere Saison aufbringen konnten.
In der Saison 2021/22 trat die erste Mannschaft des TV Bühl wie der einstige Bundesligakonkurrent TV Rottenburg in der dritten Liga Süd an. Seit der Saison 2023/24 spielt Bühl wieder in der 2. Bundesliga Süd.
Die Spielerkader ab der Saison 2007/08 finden sich hier.

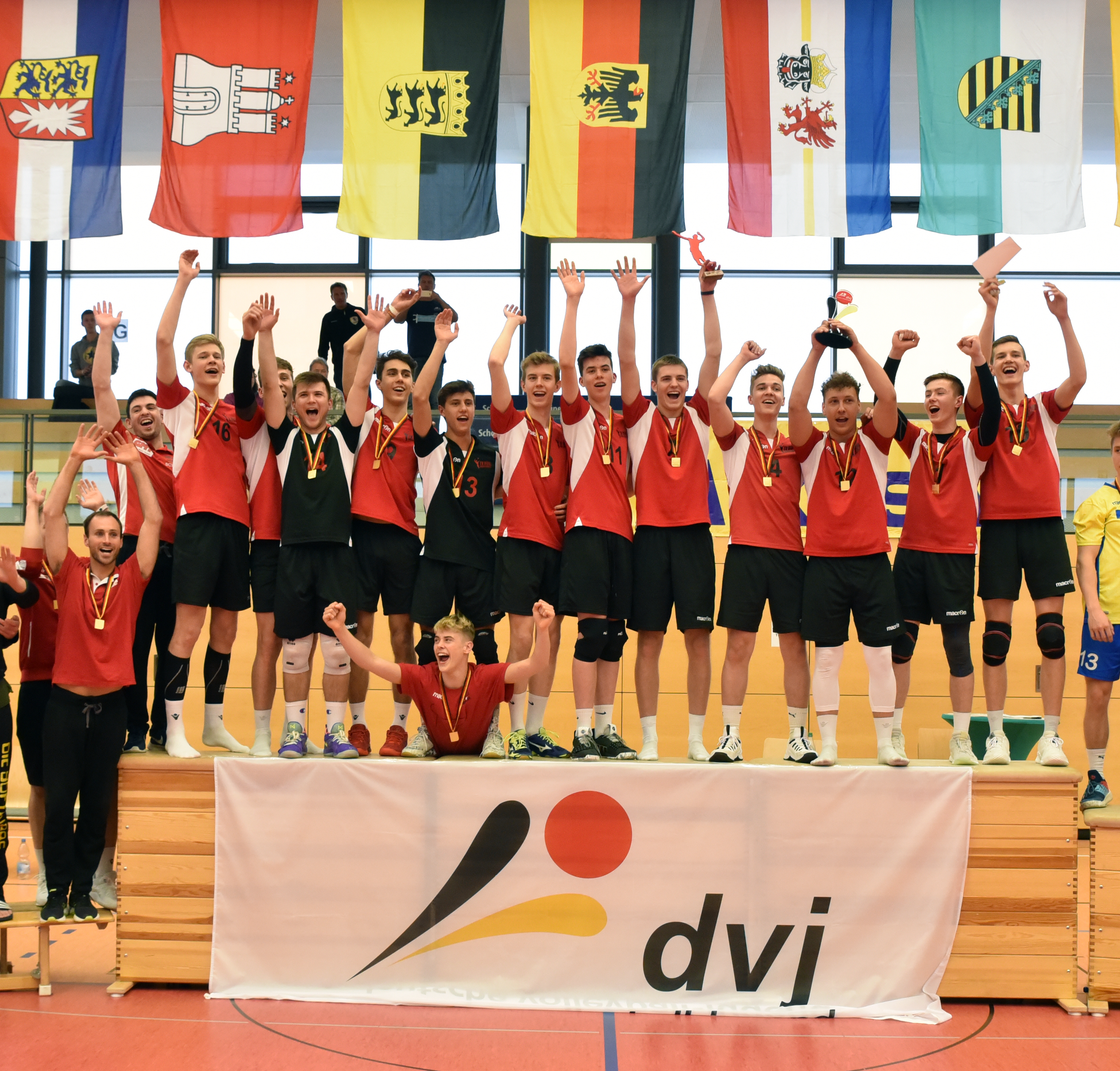
U20 nach dem Gewinn der deutschen Meisterschaft im Mai 2019

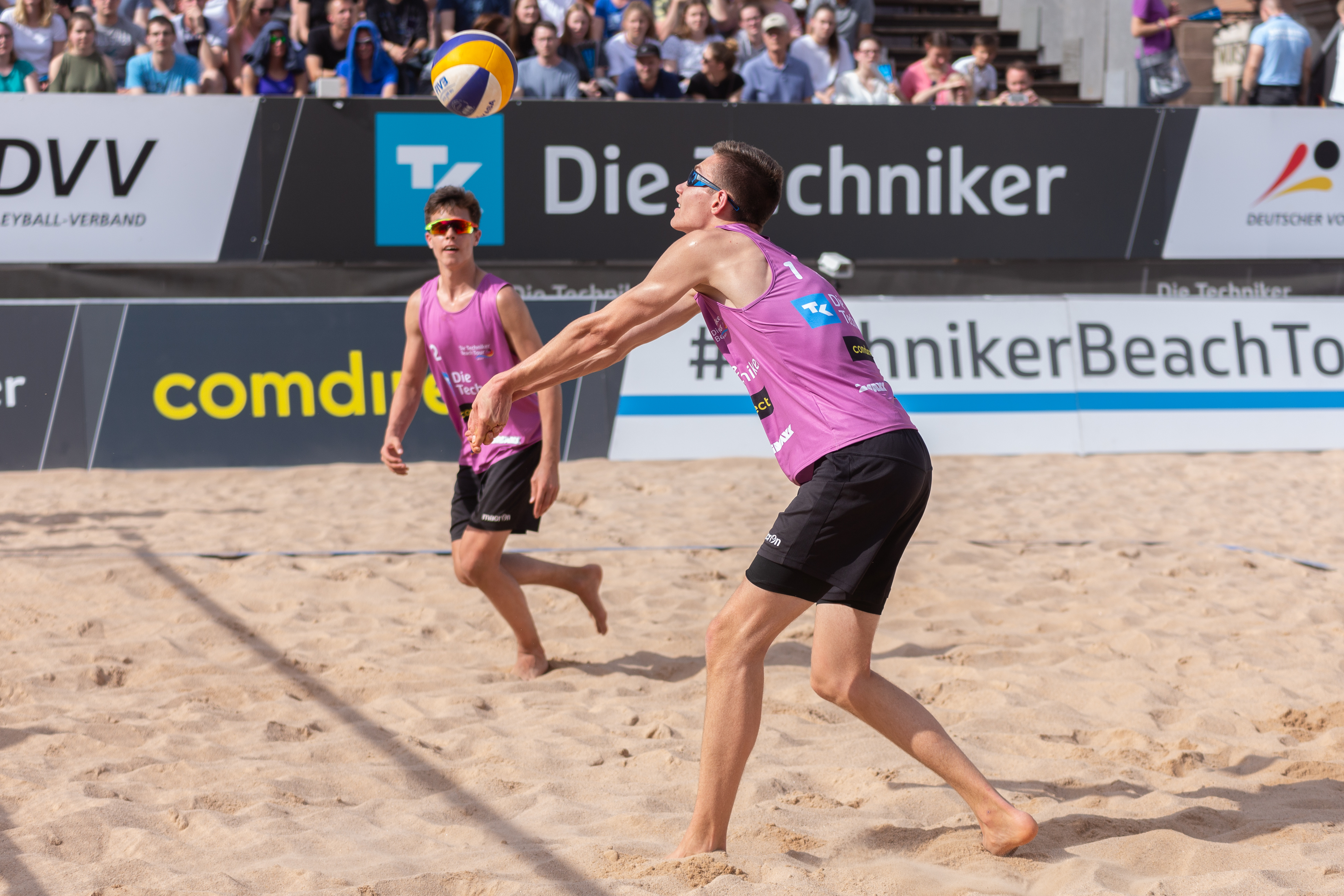
Leon Meier (vorn) mit Partner Lui Wüst 2019 in Nürnberg

Am 4. und 5. Mai 2019 wurde die deutsche Meisterschaft der männlichen U20 in der Neuen Sporthalle ausgerichtet. Das heimische Team konnte sich im Finale gegen den Schweriner SC durchsetzen. Leon Meier wurde im Juni desselben Jahres im österreichischen Baden mit Lui Wüst Beachvolleyball-U18-Europameister.

### Individualsport

#### Gerätturnen
Nach Kinderturnfesten mit über 2000 Teilnehmern bis zu Auftritten der Nationalmannschaft beim National Team Cup 2014 führte die Abteilung Großveranstaltungen durch. Dazu zählte die Austragung der Deutschen Seniorenmeisterschaften vom 18. bis 19. Mai 2019 mit 270 Turnerinnen und Turnern.
Jens Ottnad wurde am 12. Oktober 2008 deutscher Vizemeister im Mehrkampf Männer (M 30―34).
In der Saison 2021/22 turnt die 1. Herrenriege in der 3. Bundesliga, nachdem sie in der Vorsaison überraschend in der 2. Bundesliga angetreten war.

#### Leichtathletik
Seit 1997 wird ein internationales Hochsprung-Meeting mit Olympiaqualifikation für Männer und seit 2004 ein Frauenwettkampf ausgerichtet.
| Datum      | Sieger Männer           | Nationalität       | Höhe   | Sieger Frauen              | Nationalität | Höhe   |
| ---------- | ----------------------- | ------------------ | ------ | -------------------------- | ------------ | ------ |
| 22.08.1997 | Martin Buß              | Deutschland        | 2,31 m | nicht ausgetragen          |              |        |
| 28.08.1998 | Jan Janků               | Tschechien         | 2,21 m | nicht ausgetragen          |              |        |
| 16.07.1999 | Mark Boswell            | Kanada             | 2,24 m | nicht ausgetragen          |              |        |
| 21.07.2000 | Wolfgang Kreißig        | Deutschland        | 2,30 m | nicht ausgetragen          |              |        |
| 27.07.2001 | Wolfgang Kreißig        | Deutschland        | 2,31 m | nicht ausgetragen          |              |        |
| 12.07.2002 | Tora Harris             | Vereinigte Staaten | 2,21 m | nicht ausgetragen          |              |        |
| 11.07.2003 | Pjotr Braiko            | Russland           | 2,27 m | nicht ausgetragen          |              |        |
| 25.06.2004 | Aleksander Walerianczyk | Polen              | 2,24 m | Irina Michaltschenko       | Ukraine      | 1,91 m |
| 24.06.2005 | Roman Fricke            | Deutschland        | 2,30 m | Irina Michaltschenko       | Ukraine      | 1,95 m |
| 21.06.2006 | Tora Harris             | Vereinigte Staaten | 2,30 m | Tatjana Kivimägi           | Russland     | 1,91 m |
| 06.07.2007 | Eike Onnen              | Deutschland        | 2,27 m | Iva Strokova               | Tschechien   | 1,93 m |
| 11.07.2008 | Filippo Campioli        | Italien            | 2,24 m | Ariane Friedrich           | Deutschland  | 2,00 m |
| 26.06.2009 | Tim Riedel              | Deutschland        | 2,18 m | Ariane Friedrich           | Deutschland  | 1,95 m |
| 18.06.2010 | Filippo Campioli        | Italien            | 2,25 m | Ebba Jungmark              | Schweden     | 1,90 m |
| 29.07.2011 | Kabelo Kgosiemang       | Botswana           | 2,25 m | Deirdre Ryan               | Irland       | 1,93 m |
| 02.09.2012 | Jaroslav Bába           | Tschechien         | 2,28 m | Levern Spencer             | St. Lucia    | 1,90 m |
| 21.06.2013 | Kabelo Kgosiemang       | Botswana           | 2,28 m | Blanka Vlasic              | Kroatien     | 2,00 m |
| 21.06.2014 | Fernand Djoumessi       | Kamerun            | 2,28 m | Svetlana Radzivil          | Usbekistan   | 1,96 m |
| 28.06.2015 | Eike Onnen              | Deutschland        | 2,32 m | Marie-Laurence Jungfleisch | Deutschland  | 1,94 m |
| 24.06.2016 | Eike Onnen              | Deutschland        | 2,31 m | Ana Šimić                  | Kroatien     | 1,96 m |
| 30.06.2017 | Mateusz Przybylko       | Deutschland        | 2,30 m | Erika Kinsey               | Schweden     | 1,96 m |
| 22.06.2018 | Edgar Rivera            | Mexiko             | 2,26 m | Marie-Laurence Jungfleisch | Deutschland  | 1,96 m |
| 19.07.2019 | Janick Klaussen         | Dänemark           | 2,25 m | Marie-Laurence Jungfleisch | Deutschland  | 1,96 m |
| 26.06.2020 | nicht ausgetragen       |                    |        | nicht ausgetragen          |              |        |
| 25.06.2021 | nicht ausgetragen       |                    |        | Erika Kinsey               | Schweden     | 1,92 m |

Weitspringerin Andrea Schilles platzierte sich 1985, 1988 und 1989 unter den besten Acht bei Deutschen Meisterschaften und hält mit 6,43 m (1985) den Kreisrekord im Leichtathletik-Kreis Rastatt/ Baden-Baden/ Bühl.
Salvatore Corriere wurde 2013 bei den Deutschen Seniorenmeisterschaften in Mönchengladbach über 1500 Meter in der M40 Fünfter, 2015 in Erfurt in der Halle über 3000 Meter deutscher Vizemeister sowie 2016 in Erfurt über 3000 Meter Fünfter. Stefan Gerber dominierte am 2. März 2018 in Erfurt über 800 Meter die M35-Konkurrenz in der Halle (Einziger unter 2:00 min) und wurde am 29. Juni 2018 im Freien Dritter über 400 Meter und Zweiter über 800 Meter. Sylvia Schmieder errang 2020 bei den Deutschen Seniorenmeisterschaften (W40) in der Halle über 3000 Meter den zweiten Platz.
Sophia Seiter, die an der Eliteschule des Sports, dem Otto-Hahn-Gymnasium, unterrichtet wird, startet für die Leichtathletik Region Karlsruhe und die deutsche Juniorennationalmannschaft über 800 und 1500 Meter. Vivien Schäfer, Jasmin und Christine Vollmer wurden im März 2018 in Ohrdruf deutsche Meisterinnen in der U18 im Crosslauf. Christine Vollmer wurde vier Monate später Fünfte über 3000 Meter bei den deutschen Jugendmeisterschaften (U18, WJB).

#### Schwimmen
1963 wurde die Abteilung wieder gegründet und 1988 eine leistungsorientierte Schwimmabteilung etabliert. Animiert durch die Aktivitäten der Schwimmer meldeten immer mehr Eltern ihre Kinder im Schwimmteam an. Aufnahmestopp und eine Warteliste waren die Folge. 1992 teilte der Badische Schwimm-Verband (BSV) dem Schwimmteam eine Fördergruppe zu. 2002 wurde der Standort zum BSV-Stützpunkt ernannt und ein Jahr später schaffte die Damenmannschaft den Aufstieg in die 2. Bundesliga. Der Klassenerhalt konnte nicht erreicht werden. 2017 wurde das Schwimmteam vom Badischen Schwimm-Verband mit dem SchwimmGut-Zertifikat ausgezeichnet.
1993 wurde das Bühler Schwimm-Meeting im Schwarzwald-Bad erstmals ausgerichtet, das sich als eine der größten eintägigen Veranstaltungen Deutschlands etablierte.
| Datum            | Teilnehmer        | Vereine | teilnehmende Nationen                                                               |
| ---------------- | ----------------- | ------- | ----------------------------------------------------------------------------------- |
| 30.06.2007       | 488               | 24      | Vereinigtes Königreich, Ungarn, Frankreich, Italien, Deutschland, Schweiz           |
| 04.09.2009       | 513               | 24      | Vereinigtes Königreich, Ungarn, Frankreich, Deutschland, Schweiz                    |
| 03.07.2010       | 394               | 21      | Vereinigtes Königreich, Frankreich, Deutschland, Schweiz                            |
| 02.07.2011       | 362               | 18      | Vereinigtes Königreich, Frankreich, Deutschland, Schweiz                            |
| 30.06.2012       | 422               | 25      | Vereinigtes Königreich, Ungarn, Frankreich, Deutschland, Schweiz, Russland          |
| 29.06.2013       | 364               | 22      | Vereinigtes Königreich, Frankreich, Deutschland, Schweiz                            |
| 05.07.2014       | 410               | 24      | Vereinigtes Königreich, Ungarn, Frankreich, Deutschland, Schweiz, Russland, Belgien |
| 04.07.2015       | 358               | 18      | Vereinigtes Königreich, Frankreich, Deutschland, Schweiz                            |
| 02.07.2016       | 337               | 20      | Vereinigtes Königreich, Frankreich, Deutschland, Schweiz                            |
| 01.07.2017       | 476               | 31      | Vereinigtes Königreich, Ungarn, Frankreich, Deutschland, Schweiz, Oman              |
| 30.06.2018       | 417               | 21      | Vereinigtes Königreich, Frankreich, Deutschland, Schweiz                            |
| 29.06.2019       | 428               | 21      | Vereinigtes Königreich, Frankreich, Deutschland, Schweiz                            |
| Anfang Juli 2020 | nicht ausgetragen |         |                                                                                     |
| 11.09.2021       | 196               | 14      | Deutschland                                                                         |

Raphael Holfelder startete international in den Jahren 2001 bis 2006 für den Deutschen Schwimm-Verband. Marc Schuster wurde dafür im Jahr 2002 nominiert. Giulia Goerigk errang in der D-Jugend (2013) ihren ersten Titel.
Bei den 45.  Deutschen Meisterschaften der Masters „kurze Strecken“ in Sindelfingen vom 14. bis 16. Juni 2013 errang Jochen Schweikert in der AK 25 über 100 m Rücken den Titel, Paolo Hochberger wurde in der AK 20 über 100 m Brust deutscher Vizemeister und die 4 × 50-m-Lagenstaffel wurde in der AK B ebenfalls Zweiter. 2018 in Osnabrück wurde Martina Faust Deutsche Mastersmeisterin. Beim „Heimspiel“ in Karlsruhe vom 31. Mai bis 2. Juni 2019 holten Birgit Ernst (AK 45, 50 und 100 m Rücken), Ruth Niehaus (AK 40, 50 und 100 m Brust, 50 m Rücken), Martina Faust (AK 55, 50, 100 und 200 m Freistil) und Jochen Schweikert (AK 30, 50 m Rücken) Podestplätze.
Bei den 9. Deutschen Kurzbahnmeisterschaften der Masters in Hannover vom 30. November bis 2. Dezember 2018 errang Martina Faust in der AK 55 über 200 Meter Freistil einen zweiten Platz. Bei der Folgeveranstaltung in Freiburg vom 29. November bis 1. Dezember 2019 errang Birgit Ernst in der AK 45 über 100 Meter Rücken einen dritten Platz und Martina Faust in der AK 55 über 100 Meter Freistil einen zweiten Platz. Den konnte sie zwei Jahre später vom 26. bis 28. November 2021 in Essen verteidigen und darüber hinaus in der AK 55 über 200 Meter Freistil den Titel holen. Dazu errang sie noch Vizemeisterschaften über 50 und 100 Meter Schmetterling. Dritte wurde sie über 50 m Freistil.
Bei den 35. Internationalen Deutschen Meisterschaften der Masters „Lange Strecken“ in Halle vom 5. bis 7. April 2019 gewann Martina Faust in der AK 55 die 1500 Meter Freistil.

#### Tischtennis
Die 1957 gegründete Abteilung konnte mit dem Aufstieg der Damenmannschaft in die dritthöchste Spielklasse in der Verbandsrunde 1988/89 einen ihrer größten Erfolge erringen. Nina Reck errang im September 2021 in Kaltenkirchen bei den deutschen Jugendmeisterschaften für Menschen mit Behinderung im WK 6–10 weiblich den Titel und holte im Doppel WK 6-AB weiblich gemeinsam mit Laura-Sophie Moerschel vom SV Darmstadt 98 den vierten Platz. Daraufhin trat der Verein dem Badischen Behinderten- und Rehabilitations-Sportverband bei.
In der Saison 2021/22 spielt die 1. Männermannschaft in der Bezirksklasse.

## Breitensport und Rehabilitationssportgruppen

### Breitensport
Die 2003 gegründete Basketballabteilung startet in der Saison 2021/22 mit zwei Jugendmannschaften (U16 und U18).
In der Abteilung Breitensport werden alle fitness-, gesundheits- und freizeitorientieren Angebote und damit alle nicht-wettkampforientierten Vereinsangebote unter dem Begriff GYMWELT zusammengefasst. Die Jedermannsportgruppe wurde als Gegengewicht zum leistungsorientierten Sport ins Leben gerufen. Angeboten werden Seniorengymnastik und Freizeit-Volleyball. „Für die Frau“ werden Gymnastik und Bodyforming angeboten. Kindersport findet abteilungsübergreifend statt. Beim Eltern-Kind-Turnen der 2- bis 4-Jährigen werden verschiedene Sinnesspiele angeboten. Das Kinderturnen richtet sich an die Altersklassen von 3 bis 10 Jahren.

### Rehabilitationssportgruppen
Die 1993 im Verein gegründete Sportgruppe der Initiative „Sport nach Krebs“ wird vom Verein gefördert. Aerobic, Aquafitness, Nordic Walking, Pilates, Qi Gong, Wirbelsäulengymnastik, Tae Bo, Tai Chi und Yoga werden angeboten.

## Sportstätten
Vereinseigene Sportanlagen befinden sich im Ludwig-Jahn-Stadion neben der Geschäftsstelle. Die Bühler Sporthallen werden von der Sportstätten GmbH betrieben.

### Ludwig-Jahn-Stadion
Der Bau des Jahnstadions wurde in der ersten Hälfte der 1950er-Jahre initiiert durch den Vereinsvorsitzenden Fritz Kraus und unterstützt durch den Bürgermeister Alfons Kist. Ausschlaggebend war der Verkauf des alten Turnplatzes mit Turnhaus auf dem heutigen UHU-Gelände beim ehemaligen Bühler Krankenhaus (heute Erich-Burger-Heim) in der Hermannstraße durch die Stadtverwaltung Bühl während des Zweiten Weltkrieges. Der alte Turnplatz war über viele Jahre die Bühler Freiluft-Vereinssportstätte. Mit dem Stadionneubau löste die Stadt ihr Versprechen ein, einen Ersatz für den Turnplatz zu schaffen. Die Einweihung des Bühler Jahnstadions erfolgte am 6., 7. und 8. August 1955 im Rahmen des Gauturnfestes Mittelbaden/Murgtal mit 750 Teilnehmern und mehr als 6000 Zuschauern. 1990 wurde die Renovierung des Stadions abgeschlossen. Es weist Flutlicht, Naturrasen und eine Kapazität von 5000 Zuschauern auf.

### Schwarzwaldhalle

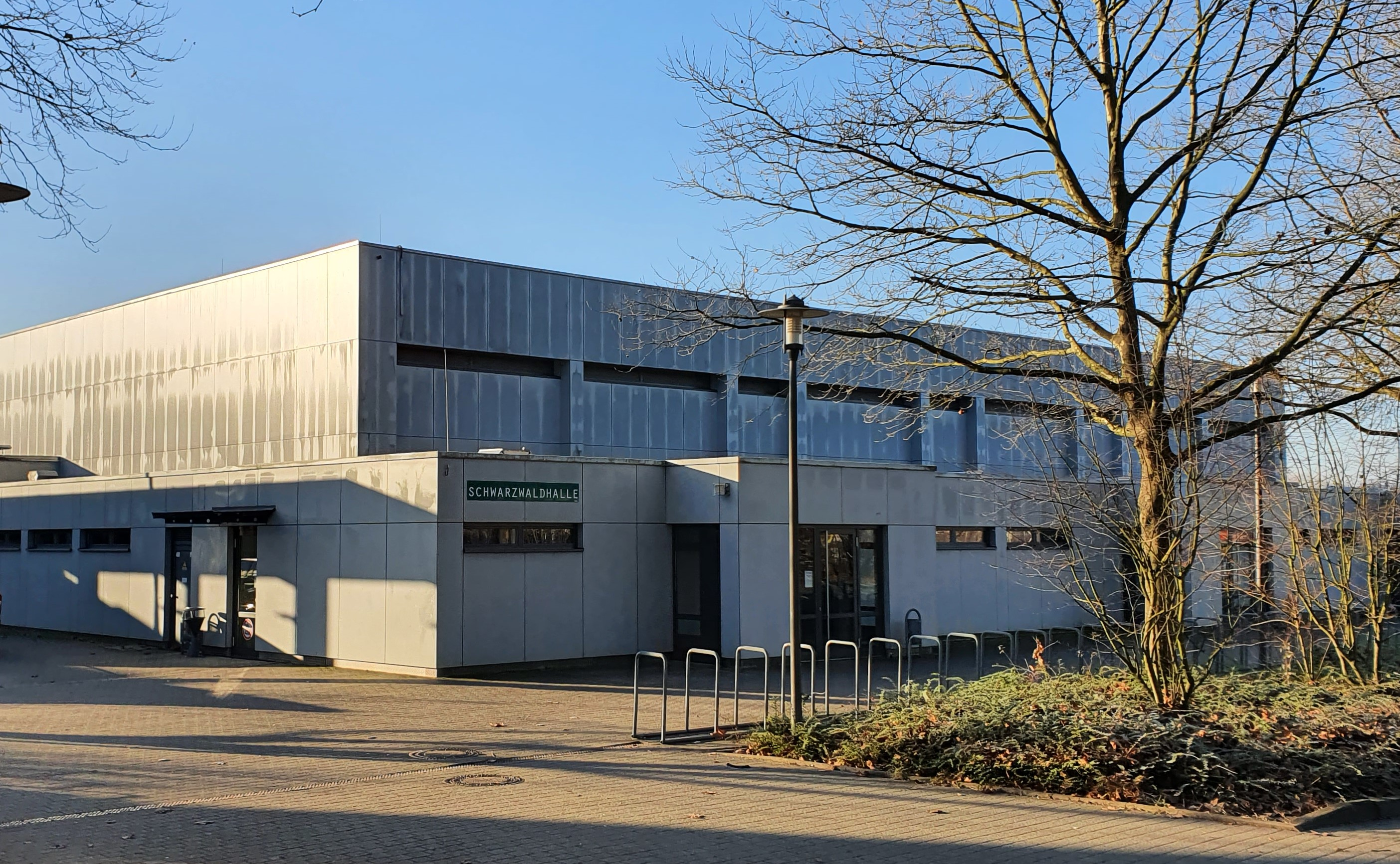
Eingangsbereich der Schwarzwaldhalle (2021)

Die Schwarzwaldhalle wurde zusammen mit dem Hallenbad 1974 als Mehrzweckhalle erbaut und ist für Rollstuhlfahrer geeignet. Die Halle wurde bereits zur ersten Zweitliga-Saison 2006/07 der Volleyballer als Spielort angegeben. Am 21. April 2018 wurden vom Behinderten-Sportverein Bühl 1958 e. V. die deutschen Meisterschaften im Sitzball ausgetragen. Die Halle wird auch vom SV Kappelwindeck und den Tischtennisfreunden Rastatt 1957 genutzt.

### Neue Sporthalle

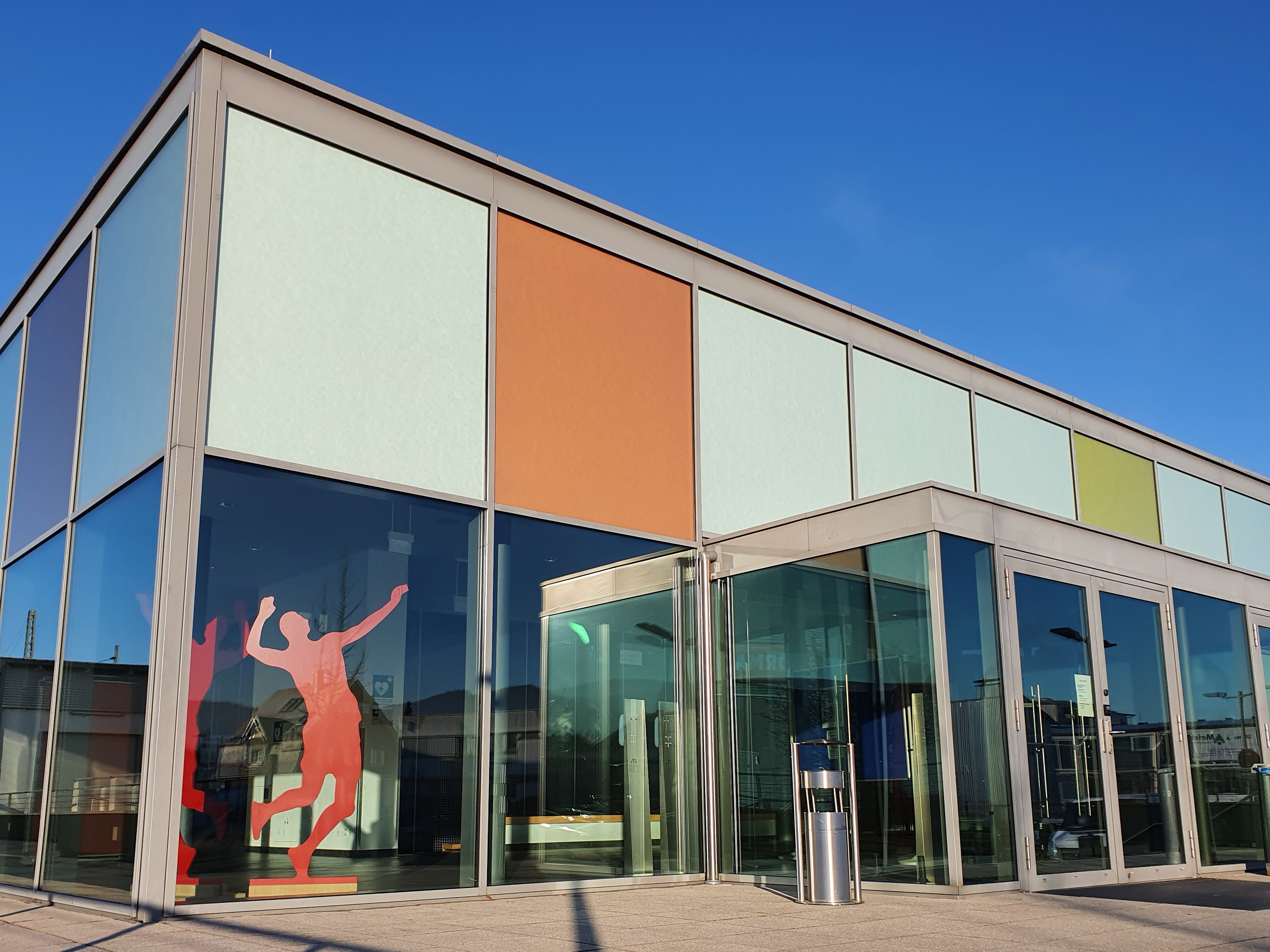
Eingang der „Neuen Sporthalle“ mit einem stilisierten Volleyballer (2021)

Die Neue Sporthalle mit angrenzender Geräte-Turnhalle, einer Höhe von 9 Metern, Fußbodenheizung und einem Fassungsvermögen von 1694 Zuschauern wurde im Frühjahr 2012 in Betrieb genommen und ab der Spielzeit 2012/13 von den Bundesliga-Volleyballern genutzt. Im Mai 2019 wurden die Deutschen Seniorenmeisterschaften ausgetragen. Der VfB Bühl eröffnet mit seinem Hans-Trautmann-Cup das Sportjahr der Stadt Bühl.

### Mittelberghalle

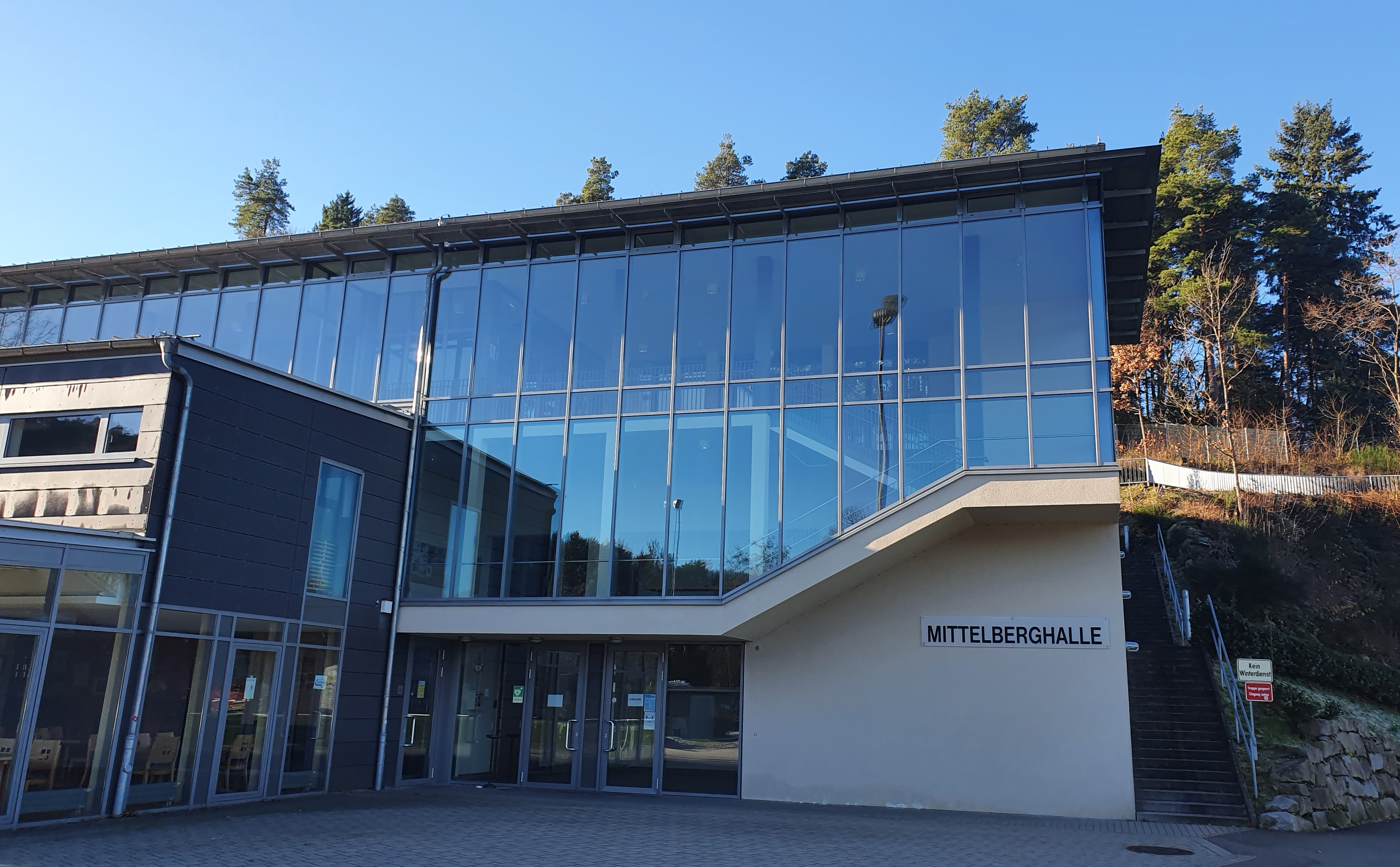
Mittelberghalle in Buehlertal (2021)

Die 2004 erstellte Halle im Sportzentrum am Mittelberg in Bühlertal neben dem Stadion mit Rundbahn sowie Clubhausgaststätte (⊙) diente vor der Fertigstellung der Neuen Sporthalle als Ausweichquartier für die Volleyballer.